# Kulturní krajina kávových plantáží v Kolumbii
Kulturní krajina kávových plantáží v Kolumbii je název jedné z kolumbijských památek světového kulturního dědictví UNESCO. Jedná se o jedinečný příklad kulturní krajiny s přírodními, ekonomickým a kulturními aspekty, ve které je patrná lidská adaptace na náročné geografické podmínky a kde člověk začal přetvářet horskou krajinu a pěstovat zde rostliny kávovníků. Lokalita se nachází v západním podhůří kolumbijských And a zasahuje do departementů Caldas, Quindío, Risaralda a Valle del Cauca. Zdejší sídelní celky, které se z většiny nacházejí na plochých vrcholkách kopců nad kávovníkovými poly, si zachovaly architektonický charakter typický pro region Antioquía, který byl poznamenán španělských vlivem v koloniálním období. Počátky zdejšího pěstování kávovníků sahají do druhé poloviny 19. století. 